# Ivan Provedel
Ivan Provedel (Pordenone, Italia, 17 de marzo de 1994) es un futbolista italiano que juega como guardameta en la S. S. Lazio de la Serie A de Italia.

## Trayectoria
Provedel se incorporó al Chievo Verona en 2012 procedente del Udinese Calcio. Durante la temporada 2013-14, jugó cedido en Pisa en la Lega Pro Prima Divisione. Es también cedido a la Perugia de la Serie B durante la presente temporada. Hizo su debut en la Serie B el 29 de agosto de 2014 contra el Bolonia en una victoria en casa por 2 a 1.
En el verano de 2017, se completó su traspaso al Empoli por 1,2 millones de euros.
El 22 de enero de 2020, Provedel fichó cedido por la Juve Stabia. El 7 de febrero de 2020, debutó en el empate por 2 a 2 ante Ascoli.
El 5 de octubre de 2020, Provedel firmó un contrato de dos años con la Spezia.
El 8 de agosto de 2022, Provedel fichó por la Lazio. En la fecha 1 de la Serie A, la Lazio se enfrentó al Bolonia con Provedel como suplente. Gracias la expulsión del arquero titular Luís Maximiano a los pocos minutos de haber empezado el juego, Provedel tomó su lugar. Por sus buenas actuaciones, el 16 de septiembre se anunció su primera convocatoria por la selección italiana a las fechas de la Liga de las Naciones contra Inglaterra y Hungría.

## Clubes
| Club                    | País   | Año       |
| ----------------------- | ------ | --------- |
| ChievoVerona            | Italia | 2013-2017 |
| → Pisa (cedido)         | Italia | 2013-2014 |
| → Perugia (cedido)      | Italia | 2014-2015 |
| → Modena (cedido)       | Italia | 2015-2016 |
| → Pro Vercelli (cedido) | Italia | 2016-2017 |
| Empoli                  | Italia | 2017-2020 |
| → Juve Stabia (cedido)  | Italia | 2020      |
| Spezia                  | Italia | 2020-2022 |
| Lazio                   | Italia | 2022-Act. |

## Vida personal
Nacido en Pordenone, su madre es rusa.